# Wujiagang
Wujiagang (en chino, 伍家岗; pinyin, Wǔjiāgǎng (escuchar)ⓘ) es un distrito urbano bajo la administración directa de la ciudad-prefectura de Yichang. Se ubica al este de la provincia de Hubei, sur de la República Popular China. Su área es de 84 km² y su población total para 2010 superó los 200 mil habitantes. 

## Administración
Desde enero de 2021, el distrito Wujiagang se divide en 5 pueblos administrados en 5 subdistritos y 1 villa.

## Toponimia
El topónimo Wujiagang [/u-chiá-kang/] se compone de los sinogramas Wu (cinco/nombre propio), Jia (familia) y Gang (colina/guardia).
Hay dos (2) teorías sobre el origen del nombre: una (1) dice que Wujiagang recibió este nombre no hace mucho tiempo, y que recibió el nombre de varias familias con el apellido Wu que se mudaron al lugar después de la Guerra con Japón,  en este caso Wujiagang se traduciría; "Guardia de la familia Wu". La segunda (2) dice que hace mucho tiempo, había cinco hogares con diferentes apellidos, en este caso se traduciría como; "loma de cinco familias".
La confusión se presta debido a que el carácter Wu (伍) significa cinco, pero también es un apellido común, mientras que el carácter Gang (岗) se usa tanto para colina como guardia.